# Theophiel Coopman
Theophiel Coopman, né à Gand, le 24 novembre 1852, et décédé à Schaerbeek, le 4 juin 1915, est un membre de l'Académie royale flamande de langue et de littérature (1886-1915) et un auteur flamand d'expression néerlandaise, écrivant de la poésie et des pièces de théâtre, mais surtout des essais.

## Biographie
C'est à l'Athénée de sa ville natale qu'il alla à l'école.  En 1873, il quitta le domicile familial de la rue d'Anvers (1852-1873) et se rendit à Bruxelles, où il travailla d'abord comme commis, comme comptable et, plus tard, comme fonctionnaire au ministère des Chemins de fer, des Postes et Télégraphes.
En 1873, il fit ses débuts avec la « cantate » De Nacht (La Nuit).  Puis suivirent plusieurs autres recueils, publiés indépendamment : Lenteliederen (Chansons printanières, 1876) et Kinderlust (Joie d'enfant, 1897), un recueil de poésie pour enfants pour lequel il reçut le prix Joseph De Keyn de l'Académie royale de Belgique.
Il écrivait des chansons et des poèmes.  Très populaire a été la chanson Mijn Vlaandren heb ik hartlijk lief (J’aime ma Flandre de tout cœur), mise en musique par Gentil Theodoor Antheunis, pour laquelle il avait écrit les paroles.  Une autre de ses chansons, Klokke Roeland (La cloche Roland), fut mise en musique par Edward Blaes.
Conjointement avec Victor Alexis dela Montagne, il fonda l'importante revue Nederlandsche Dicht- en Kunsthalle (Halle de la poésie et de l'art néerlandais, 1878-1897).  De Taalstrijd hier en elders (La Lutte linguistique, ici et ailleurs) parut en annexe à cette revue dès 1884, et continua à paraître après la cessation de la revue comme une publication distincte jusqu'en 1904.
Avec Lodewijk Scharpé, il écrivit une histoire de la littérature flamande depuis 1830 sous le titre Geschiedenis der Vlaamsche letterkunde van het jaar 1830 tot heden (1899-1910).  En collaboration avec Jan Broeckaert, il travailla sur une bibliographie de la lutte linguistique flamande qui était en même temps une lutte d'émancipation, parue en dix volumes entre 1904 et 1914 sous le titre Bibliographie van den Vlaamschen taalstrijd, 1787-1886.  Avec Victor dela Montagne, il compila une anthologie de poèmes d'auteurs flamands du demi-siècle entre 1830 et 1880, publiée sous le titre Onze dichters. Een halve eeuw Vlaamsche poëzie 1830-1880.
Coopman s'est surtout distingué par ses activités au sein du mouvement flamand et par son étude de l'histoire de la littérature flamande, mais cela ne l'avait pas empêché d'écrire plusieurs recueils de poésie, comme Lenteliederen (1876) et Gedichten en gezangen (Poèmes et Chants, 1879), qui lui ont valu un certain succès en tant que poète appartenant au groupe littéraire Van Nu en Straks (De maintenant et de tout à l'heure).
Une rue bruxelloise a été nommée en son honneur, rue Théo Coopman.

## Œuvres
- (nl) Lenteliederen (1876)
- (nl) Gedichten en gezangen (1879)
- (nl) Steenbakkerij (1894)
- (nl) Geschiedenis der Vlaamsche letterkunde van het jaar 1830 tot heden (1899-1910)
- (nl) Geschiedenis der Vlaamsche letterkunde (1910)
- (nl) Bibliographie van den Vlaamschen taalstrijd. Deel 9: 1883-1884